# Slatiňanská továrna automobilů R. A. Smekal
Slatiňanská továrna automobilů R. A. Smekal war ein Hersteller von Automobilen aus Österreich-Ungarn.

## Unternehmensgeschichte
R. Antonin Smekal gründete 1912 das Unternehmen in böhmischen Slatiňany und begann mit der Produktion von Automobilen. Die Markennamen lauteten Turicum und Mars. 1913 endete die Produktion. Insgesamt entstanden nur wenige Exemplare.

## Fahrzeuge

### Turicum
Das Unternehmen stellte Fahrzeuge nach einer Lizenz der Zürcher bzw. Ustermer Turicum AG her. Auch viele Teile kamen direkt von Turicum. Eines der Modelle entsprach dem Turicum D 8/18 PS mit Vierzylindermotor. Aus 80 mm Bohrung und 100 mm Hub ergaben sich 2011 cm³ Hubraum. Die Höchstgeschwindigkeit war mit 60 km/h angegeben. Besonderheit der Fahrzeuge war das Friktionsgetriebe.

### Mars
Außerdem stellte das Unternehmen nach einer Lizenz der Mars-Werke Personenwagen her. Für den Antrieb sorgte ein wassergekühlter Vierzylindermotor mit 1943 cm³ Hubraum und 16 PS Leistung. Die offene Karosserie bot Platz für vier Personen.